# Pseudochorthippus
Pseudochorthippus es un género de saltamontes de la subfamilia Gomphocerinae, familia Acrididae, y está asignado a la tribu Gomphocerini. Este género se distribuye en Norteamérica, Europa, Rusia y Corea.

## Especies
Las siguientes especies pertenecen al género Pseudochorthippus:
- Pseudochorthippus curtipennis (Harris, 1835)
- Pseudochorthippus montanus (Charpentier, 1825)
- Pseudochorthippus parallelus (Zetterstedt, 1821)
- Pseudochorthippus tatrae (Harz, 1971)